# Waldo de Reichenau
Waldo de Reichenau (740, Wetterau - 814, París) fou un abat i bisbe francoalemany.
Nasqué a la família aristocràtica dels Von Wetterau, pertanyents al poble franc. El seu pare fou Richbold, comte de Breisgau, i el seu germà gran fou Ruthard, baró d'Aargau.
L'any 782 Waldo fou nomenat abat de l'abadia Saint Gall, on creà una biblioteca. Del 786 al 806 fou abat del monestir de Reichenau, que era un centre important de l'Imperi Carolingi, on creà també una biblioteca i un convent.
El 791 Carlemany el nomenà bisbe de Pavia (Itàlia) i Basilea. El 805 fou nomenat abat imperial de l'Abadia de Saint-Denis, a París, on es traslladà l'any següent i on morí el 814.